# I. e. 252
Évszázadok: i. e. 4. század – i. e. 3. század – i. e. 2. század
Évtizedek: i. e. 300-as évek – i. e. 290-es évek – i. e. 280-as évek – i. e. 270-es évek – i. e. 260-as évek – i. e. 250-es évek – i. e. 240-es évek – i. e. 230-as évek – i. e. 220-as évek – i. e. 210-es évek – i. e. 200-as évek
Évek: i. e. 257 – i. e. 256 – i. e. 255 – i. e. 254 –  i. e. 253 – i. e. 252 – i. e. 251 – i. e. 250 – i. e. 249 – i. e. 248 – i. e. 247

## Események

### Itália
- Rómában Caius Aurelius Cottát és Publius Servilius Geminust választják consulnak.
- Az első pun háborúban a rómaiak elfoglalják a Lipari-szigeteket, valamint Thermaet, amivel Karthágó utolsó támaszpontját is elveszti Szicília északi partján.
- Manius Valerius Maximus Corvinus Messalla és Publius Sempronius Sophus censorok felülvizsgálják a szenátorok listáját és 16 főt kizárnak mert nem teljesítik az előírt feltételeket.

### Görögország
- Meggyilkolják Abantidaszt, Sziküón türannoszát. Utána apja, Paszeasz lesz a városállam zsarnoka.

## Halálozások
- Abantidasz, Sziküón zsarnoka

## Fordítás
- Ez a szócikk részben vagy egészben  a(z)   252 v. Chr. című német Wikipédia-szócikk ezen változatának fordításán alapul.  Az eredeti cikk szerkesztőit annak laptörténete sorolja fel. Ez a jelzés csupán a megfogalmazás eredetét és a szerzői jogokat jelzi, nem szolgál a cikkben szereplő információk forrásmegjelöléseként.